# Marloes Oldenburg
Marloes Oldenburg (Den Haag, 9 maart 1988) is een Nederlandse roeister en voormalig zwemster. Zij won in 2022 zowel in de vier zonder als in de acht zilver tijdens de wereldkampioenschappen in Račice. In 2023 werd ze bij de WK in Belgrado wereldkampioen in de vier zonder stuurvrouw, en in 2024 werd zij in datzelfde nummer Olympisch kampioen.

## Levensloop
Op jonge leeftijd verhuisde Oldenburg met haar ouders naar Leeuwarden, waar ze als lid van zwemvereniging Orca enige successen behaalde als wedstrijdzwemster. Zo wist zij bij de Swim Cup Eindhoven 2008 een bronzen medaille te behalen op de 400m wisselslag. Toen Oldenburg ging studeren in Groningen ging zij roeien bij A.G.S.R. Gyas.
Op de Europese Kampioenschappen van 2017 in het Tsjechische Račice behaalde Oldenburg samen met Lisa Scheenaard de zilveren medaille in de dubbeltwee. Een jaar later zat ze in de acht die op het EK van 2018 in Glasgow derde werd.
Ook bij de Europese Kampioenschappen van 2022 in München haalde Oldenburg brons in de acht. Bij de daaropvolgende Wereldkampioenschappen in het Tsjechische Račice wist Oldenburg tweemaal zilver te behalen, wederom in de acht en daarnaast in de vier zonder.
In oktober 2022 kwam Oldenburg op vakantie bij het mountainbiken ongelukkig ten val, waarbij ze een nekwervel brak. Desondanks was zij in 2023 alweer in staat tot roeien op topniveau en wist zij bij de EK in Bled brons te behalen in de vier-zonder. Later dat jaar werd datzelfde team, met ploeggenoten Hermijntje Drenth, Tinka Offereins en Benthe Boonstra, in Belgrado wereldkampioen, voor de Roemeense ploeg en de Britse regerend wereldkampioenen.
Ook op de Olympische Spelen van 2024 in Parijs nam Oldenburg deel in de vier zonder, in een ongewijzigde samenstelling ten opzichte van de WK van 2023. In een zeer spannende finale wist de vier de gouden medaille te behalen, net voor de Britse ploeg.
Na de Olympische Spelen beëindigde Oldenburg haar topsportcarrière. Wel bleef ze actief in het roeien, als profcoach bij Gyas en als Embedded Scientist bij de KNRB.

## Persoonlijk
Oldenburg is getrouwd met voormalig roeier Rogier Blink en is parttime-docent anatomie bij het Wenckebach Instituut van het UMCG.

## Resultaten

### Olympische Zomerspelen
| Jaar | Plaats | Resultaten        |
| ---- | ------ | ----------------- |
| 2024 | Parijs | in de vier zonder |

### Wereldkampioenschappen
| Jaar | Plaats     | Resultaten        | Teamgenoten                                                              |
| ---- | ---------- | ----------------- | ------------------------------------------------------------------------ |
| 2018 | Plovdiv    | 4e in de acht     | Hogerwerf/Clevering/Jorritsma/van Veen/Lanz/Bouw/Wielaard/Noort          |
| 2019 | Ottensheim | 9e in de acht     | Beeres/Brandsma/van Veen/Jorritsma/Wilms/Rustenburg/Lanz/Fetter          |
| 2022 | Račice     | in de vier zonder | Boonstra/Drenth/Offereins                                                |
| 2022 | Račice     | in de acht        | Boonstra/Youssifou/Drenth/De Jong/Offereins/Clevering/Meester/Van Veenen |
| 2023 | Belgrado   | in de vier zonder | Boonstra/Drenth/Offereins                                                |

### Europese kampioenschappen
| Jaar | Plaats  | Resultaten           | Teamgenoten                                                              |
| ---- | ------- | -------------------- | ------------------------------------------------------------------------ |
| 2017 | Račice  | in de dubbel-twee    | Scheenaard                                                               |
| 2018 | Glasgow | in de acht           | Hogerwerf/Clevering/Jorritsma/van Veen/Lanz/Rustenburg/Bouw/Fetter       |
| 2019 | Luzern  | 4e in de acht        | Rustenburg/Drenth/Brandsma/van Veen/Lanz/Jorritsma/Robbers/Noort         |
| 2021 | Varese  | in de acht           | Beeres/Vos/Den Besten/Drenth/Offereins/Jorritsma/Robbers/Fetter          |
| 2022 | München | 5e in de vier-zonder | Boonstra/Drenth/Offereins                                                |
| 2022 | München | in de acht           | Boonstra/Youssifou/Drenth/De Jong/Offereins/Clevering/Meester/Van Veenen |
| 2023 | Bled    | in de vier-zonder    | Boonstra/Drenth/Offereins                                                |